# أوريوس
الأوريوس (تعني "ذهبي") كانت عملة ذهبية في روما القديمة، كانت قيمتها الأصلية تعادل 25 ديناريوس من الفضة الخالصة. كانت الأوريوس تصدر بانتظام من القرن الأول قبل الميلاد حتى بداية القرن الرابع الميلادي، عندما استُبدلت بالصوليدوس.. كانت الأوريوس حوالي نفس حجم الديناريوس ولكن أثقل وزناً بسبب كثافة الذهب الأعلى مقارنة بالفضة.

## التاريخ
استخدم الرومانيون القدماء نظام نقدي دقيق جدًا. فهو من أكثر الأنظمة العالمية القديمة دِقَّة و تنظيمًا وقد جرت عليه عدة تعديلات خلال الحقب الزمنية المختلفة منذ نشوء الامبراطورية الرومانية و حتى الحِقْبَة البيزنطية و قد استخدم الرومان القدماء في سك عملاتهم مجموعة من المعادن الثمينة في ذلك الوقت كالذهب و الفضة والبرونز والنيكل.
قبل عهد يوليوس قيصر، كانت عملة الأوريوس تُصدر نادرًا. و في عهده زاد سك العملة ووحد الوزن عند 1/40 من الرطل روماني (حوالي 8 غرام).
وفي عهد أغسطس / أوكتافيان (من 27 ق.م إلى 14 م) حدد قيمة السيسترتيوس بـ 1/100 من الأوريوس.
وتم تخفيض وزن الأوريوس إلى 1/45 من الرطل الروماني (حوالي 7.3 غرام) خلال فترة حكم نيرون (من 54 إلى 68 م). في نفس الوقت تم تخفيض نقاء العملات الفضية بشكل طفيف أيضًا.
وبعد فترة حكم ماركوس أوريليوس (من 161 إلى 180 م)، تراجع إنتاج الأوريوس وانخفض وزنه إلى 1/50 من الرطل الروماني (حوالي 6.5 غرام). اما خلال عهد كاراكالا (من 211 إلى 217 م). خلال القرن الثالث، تم إدخال قطع الذهب بمجموعة متنوعة من الكسور والأضعاف، مما جعل من الصعب تحديد فئة العملة الذهبية المقصودة.
وخلال فترة حكم غالينوس، تم تخفيض نقاوة الذهب مؤقتًا إلى 94%، وتم سك كمية صغيرة من العملات بنقاوة تصل إلى 80%. وقد عادت هذه النقاوة إلى 99% تحت حكم الإمبراطور التالي ماكرينوس.
الصوليدوس أُدخل لأول مرة بواسطة دقلديانوس (حكم ما بين 284-305م) حوالي عام 301م، وتم سكه بواقع 60 صوليدوس للرطل الروماني من الذهب الخالص (مما يعني أن وزن كل واحد منها حوالي 5.45 غرام) وكانت قيمته الأولية تساوي 1000 من الديناريوس. لكن، الصوليدوس الذي تم سكه في عهد دقلديانوس كان بكميات قليلة فقط، ولذا لم يكن له تأثير اقتصادي كبير، على الرغم من أن وزنه المستقر ساهم في وضع حد لعدم الاستقرار الذي كان موجودًا لفترة من الزمن. ونظرًا لأن وثيقة واحدة فقط من عهد دقلديانوس تستخدم هذه الكلمة لوصف العملة، يحتفظ علماء العملات عادةً باسم "صوليدوس" للعملة التي تم إدخالها في وقت لاحق من قبل قسطنطين العظيم.
عندما أعاد قسطنطين الأول (حكم ما بين 306-337م) إدخال الصوليدوس في عام 312م، حيث استبدل نهائياً الأوريوس كعملة ذهبية في الإمبراطورية الرومانية، تم ضربه بنسبة 72 صوليدوس للرطل الروماني من الذهب الخالص، وكان وزن كل عملة عشرون قيراطًا يونانيًا-رومانيًا، أو حوالي 4.5 غرام من الذهب لكل عملة. في ذلك الوقت، كانت قيمة الصوليدوس تعادل 275,000 ديناريوس, والذي كان يفقد قيمته تدريجياً.
ومع ذلك، بغض النظر عن حجم أو وزن الأوريوس، فإن نقاوة العملة لم تتأثر كثيرًا. يظهر تحليل الأوريوس الروماني أن مستوى النقاوة كان عادة ما يكون قريبًا من الذهب عيار 24 قيراطًا، وبالتالي يزيد عن 99% من النقاء...
و بسبب التضخم المفرط الذي تسببت فيه حكومة الرومان عن طريق إصدار عملات معدنية، ورفضها بقبول أي شيء غير الفضة أو الذهب لسداد الضرائب، نما قيمة الأوريوس الذهبي مقارنة بالدينار بشكل كبير. و تأثر التضخم أيضًا بتدهور الدينار الفضي المتعمد، حيث بحلول منتصف القرن الثالث لم يكن فيه أي كمية فضة تذكر في الدينار.
في عام 301، كانت قيمة الأوريوس الذهبي تعادل 833 1/3 ديناري، وفي عام 324، كان نفس الأوريوس يعادل 4,350 ديناري. في عام 337، بعد تحويل قسطنطين إلى الصوليدوس، كان الصوليدوس الواحد يعادل 275,000 ديناري، وأخيرًا، بحلول عام 356، كان الصوليدوس الواحد يعادل 4,600,000 ديناريوس.

## القيمة و وزن الذهب على مر الزمن
| الامبراطور       | عام             | وزن الذهب            | قيمة أوريوس يوليوس قيصر |
| ---------------- | --------------- | -------------------- | ----------------------- |
| يوليوس قيصر      | 50 قبل الميلاد  | 8.18 غرام            | 1.000                   |
| أغسطس            | 23 قبل الميلاد  | 7.75 غرام            | 0.95                    |
| نيرون            | 64 بعد الميلاد  | 7.27 غرام            | 0.889                   |
| كاراكلا          | 213 بعد الميلاد | 6.55 غرام            | 0.800                   |
| سيفيروس ألكسندر  | 235 بعد الميلاد | 6.08 غرام            | 0.740                   |
| غورديان الثالث   | 240 بعد الميلاد | 4.96 غرام            | 0.610                   |
| ديكيوس           | 250 بعد الميلاد | 3.58 غرام            | 0.440                   |
| غالينوس          | 255 بعد الميلاد | 3.40 غرام (94% نقاء) | 0.420                   |
| غالينوس          | 265 بعد الميلاد | 3.07 غرام (85% نقاء) | 0.380                   |
| كلاوديوس جوثيكوس | 269 بعد الميلاد | 5.38 غرام            | 0.660                   |
| ديوكليتيانوس     | 301 بعد الميلاد | 5.45 غرام            | 0.667                   |
| قسطنطيوس كلوروس  | 305 بعد الميلاد | 4.55 غرام            | 0.556                   |

## التقسيمات الخاصة بالعملات الرومانية القديمة

### أوريوس الذهبية
و تعد هذه العملة من أغلى العملات الرومانية القديمة وزنها يساوي سبعة غرامات من الذهب الصافي كما يقسم الأوريوس إلى أجزاء مثل نصف الأوريوس. وهو عملة شديدة الندرة و يقدر بأثمان مرتفعة جداَ. يُطلب الأوريوس بشدة من قبل المجمعين نظرًا لنقاوته وقيمته، بالإضافة إلى اهتمامه التاريخي. عادةً، يكون الأوريوس أكثر تكلفة بكثير من الدينار الذي أصدره نفس الإمبراطور. على سبيل المثال، في مزاد واحد، بيع أوريوس لتراجان (98-117م) بقيمة 15,000 دولار، بينما بيع عملة فضية لنفس الإمبراطور بقيمة 100 دولار
و قد سك منها مجموعة من النسخ و الميداليات الثمينة نسبت إلى أباطرة معينين حكموا الإمبراطورية الرومانية؛ كميدالية الأوريوس الذهبية للإمبراطور مكسنتيوس و هي من أثمن العملات الرومانية النادرة يقدر وزنها بحوالي 60 غرام من الذهب الصافي أي ما يساوي 8 وحدات أوريوس و قد دفع ثمنها 1,4 مليون دولار أميركي و عثر على نسختين منها فقط.
وكان أغلى أوريوس تم بيعه على الإطلاق هو تلك التي أصدرها ماركوس يونيوس بروتس في 42 ق.م، قاتل يوليوس قيصر، حيث بلغ سعرها 3.5 مليون دولار في نوفمبر 2020. (توجد نموذج من هذه العملة معروضًا بشكل دائم في المتحف البريطاني في لندن.)
وفي عام 2008، كان سعر أوريوس أصدره الإمبراطور الكسندر سيفيروس (222-235م) الذي يحمل صورة الكولوسيوم على الجانب الخلفي 920,000 دولار.
أما عملة أوريوس الأمبراطور أغسطس ( أحد مؤسسي الإمبراطورية الرومانية ) وتحتل هذه العملة المرتبة الثالثة من حيث القيمة و انتشرت ما بين القرنين 17 و 18 قبل الميلاد و قد سعرت ب 700 ألف دولار أميركي سك منها 22 نسخة و عرض منها 15 في متاحف العملات و 7 منها استخدم لأغراض علمية و بحوث تاريخية.
وتم بيع أوريوس يحمل وجه ألكتس في المملكة المتحدة مقابل 552,000 جنيه إسترليني في يونيو 2019. و أيضاَ عملة أوريوس الإمبراطور ديادومينيان سكت في عام 218 قبل الميلاد و وزنها 7 غرام من الذهب الخالص سعرت هذه العملة 300 ألف دولار أميركي.

### الديناريوس
وزنه 3 غرامات من الفضة النقية ووجوده نادر جداً.

### الصوليدوس
انتشرت هذه الوحدة بعد ظهور الأوريوس الذهبية و استخدم في صناعتها الذهب الخالص و يقدر وزنها ب 4,5 ذهب خالص و هي أيضاً من العملات الرومانية نادرة الوجود و قدر ثمنها بأقل من عملة الأوريوس الذهبية و سك منها عملة أطلق عليها سيستيريوس هادربان و تعتبر من أثمن العملات الرومانية القديمة و يقدر وزنها 20 غرام من الذهب الخالص و سعرت كأغلى عملة رومانية مليونين و نصف مليون دولار أميركي و هي عملة نادرة الوجود و يعود ذلك بسبب عدم السماح بتداولها و كانت تستخدم فقط في المناسبات الخاصة بالطبقة الحاكمة.

### الفلس
سكت هذه العملة من معدن البرونز و تزن من 5 حتى 12 غرام.

### سيسترتيوس
سك من معدن البرونز وزنه من 20 إلى 30 غرام و هو أيضاً من العملات النادرة الوجود و سعره مرتفع أيضاً.

### دوبونديوس
سكت هذه العملة من البرونز أيضاً لكن بوزن أقل من 11 غرام إلى 15 غرام.

### عملة As البرونزية
سك من البرونز بوزن من 9 حتى 12 غرام.

### البرونزيات القسطنطينية (AE4)
: برونزية أيضًا و تزن من 2 حتى 4 غرامات.

### البرونزيات القسطنطينية (AE3)
شبيهة بسابقتها من البرونز أيضًا إلا أن وزنها أقل من 0,5 حتى 1,5 غرام.
هكذا كانت العملات الرومانية القديمة فقد كان لابد من ان تكون متنوعة وبعدة أشكال كي تلاحق ذلك التطور و الازدهار الاقتصادي الكبير الذي وصلت له الامبراطورية الرومانية في ذلك الوقت .